# Римский-Корсаков, Пётр Войнович
Пётр Воинович Римский-Корсаков (30 января [11 февраля] 1861 — 14 июня 1927, Ленинград) — контр-адмирал Русского Императорского флота, организатор промышленного производства, педагог. Командир линейного корабля «Император Павел I» в 1906—1913 гг., командир Владивостокского порта в 1913—1917 гг.

## Биография

### Происхождение и образование
Пётр Воинович Римский-Корсаков родился 30 января 1861 года (11 февраля по новому стилю) в Кронштадте, в семье контр-адмирала В. А. Римского-Корсакова. Место рождения и фамильные традиции предопределили выбор его будущей профессии. И тем не менее, в возрасте девяти лет Пётр пришёл не в Морской Корпус имени Петра Великого, а в первый класс гимназии Карла Мая, где и окончил полный курс реального училища в 1877 г. В том же году Пётр поступил в Морское училище, которое окончил в 1881 г. Затем окончил Артиллерийский офицерский класс в 1891 г., краткие курсы минного дела — в 1892 г. и Николаевскую Морскую академию — в 1897 г.

### Служба в Русском Императорском флоте
В 1892 г. Пётр Воинович в чине лейтенанта командовал миноносцем «Экенес», а в 1898—1899 гг. был старшим офицером броненосца «Ослябя», с 1899 по 1902 г. — крейсера «Громобой». 1 (14) января 1901 года «за внутреннее плавание» награжден орденом Св. Станислава II степени. В 1902—1904 гг. командовал учебным судном (парусно-паровым клипером) «Стрелок». В марте 1904 г. был назначен командиром крейсера 2 ранга «Дон» и провёл переоборудование этого первого из приобретенных в Германии быстроходных океанских пароходов, включая установку брони и артиллерии. В июле 1904 г., обогнув Великобританию с севера, крейсер направился к островам Зеленого Мыса для перехвата судов с японской военной контрабандой. Однако операции (к ним привлекались ещё пять таких же, переоборудованных из пароходов, крейсеров, включая два из состава Добровольного флота) были прекращены по приказу из Санкт-Петербурга. Вернувшиеся в Балтийское море крейсера были включены в состав 2-й Тихоокеанской эскадры, но «Дон» из-за обнаружившихся к этому времени дефектов котлов не был отправлен в новое плавание.
В конце июля 1906 г. флаг-офицер командующего учебно-артиллерийского отряда капитан 2-го ранга Римский-Корсаков был на борту крейсера «Память Азова» в момент мятежа команды, получил контузию.
В 1906 г. Римский-Корсаков был назначен командиром учебного судна «Рында», а в 1906—1911 гг. командовал линейным кораблем «Император Павел I». В 1913 г. ему было присвоено звание контр-адмирала и последующие четыре года Пётр Воинович служил на посту командира военного порта Владивосток, где помимо исполнения служебных обязанностей многое сделал для изучения флоры и фауны залива Петра Великого ― его дом был одним из центров культурной жизни города того времени.
С 1913 года ушёл в отставку. Был заведующим отделением плавучих и подъёмных средств судостроительного завода в Ревеле (Таллин, 1913 год ― ноябрь 1915 года).

### После революции
Поддержал Февральскую революцию, однако Временное правительство для него работы не нашло.
После Октябрьской революции 1917 года проживал в Эстонии, был директором судостроительного завода в Таллине. Затем перебрался в советскую Россию.
В июле 1921 г. был арестован Херсонско-Николаевской Губчека, но освобождён за отсутствием состава преступления. С осени 1922 г. преподавал в Военно-морском гидрографическом училище в Ленинграде, где получил следующую характеристику:

«Преподаватель совершенно нового предмета из цикла гидрографических наук «Служба безопасности кораблевождения». Имея богатый опыт в военно-морском деле, где выявил большие организаторские способности, в настоящее время является единственным преподавателем этого предмета и создателем его курса. Составляя подробное руководство к своему курсу, вкладывает все свои знания и опытность. К своему делу относится с любовью. Обладает энергией и настойчивостью. По характеру выдержанный и спокойный. Здоровье хорошее. Лоялен по отношению к Советской власти. Вполне соответствует занимаемой должности. Как спец незаменим. Пользуется уважением и доверием».
С 1926 г. до конца жизни преподавал в ВМУ им. М. В. Фрунзе. В последние годы своей жизни, полный по комплекции, Петр Воинович страдал одышкой и болями в сердце. Умер 14 июня 1927 г. в Ленинграде.

## Семья
Сыновья ― Воин Петрович, видный специалист в области морской артиллерии; Олег Петрович и Андрей Петрович – умерли в 1942 году в блокадном Ленинграде. Дочь – Милица, умерла в 1986 году в Ленинграде.